# Перше кохання (фільм, 1968)
«Перше кохання» — радянський телефільм 1968 року за класичною повістю Івана Тургенєва. Вперше демонструвався ЦТ СРСР 9 лютого 1969 року.

## Сюжет
Вчорашній гімназист закохується в сусідку по дачі, яка кокетує з усіма підряд, у тому числі і з ним. Юнак страждає, але не передбачає, що щасливим суперником є його батько.

## У ролях
- Вадим Власов —  Вольдемар
- Інокентій Смоктуновський —  Петро Васильович, батько Вольдемара
- Ірина Печернікова —  Зінаїда Засєкіна
- Надія Федосова —  княгиня Засєкіна, мати Зінаїди
- Єлизавета Солодова —  Марія Миколаївна, мати Вольдемара
- Станіслав Любшин —  лікар Лушин
- Володимир Гусєв —  Бєловзоров
- Володимир Ширяєв —  граф Малевський
- Олександр Кайдановський —  поет Майданов
- Анатолій Родіонов —  Нірмацький, відставний капітан
- Павло Волков —  Боніфатій, слуга Засєкіних
- Олександр Ушаков —  слуга

## Знімальна група
- Режисер — Василь Ординський
- Сценарист — Василь Ординський
- Оператор — Валентин Железняков
- Композитор — Юрій Буцко
- Художник — Леонід Платов